# La Libertad (Francisco Morazán)
La Libertad (uit het Spaans: "De vrijheid") is een gemeente (gemeentecode 0807) in het departement Francisco Morazán in Honduras.
La Libertad was een dorp van de gemeente Alubarén, tot het in 1864 een zelfstandige gemeente werd. De hoofdplaats ligt aan een beek die vanaf de berg La Laguna stroomt.

## Bevolking
De bevolking is als volgt verdeeld:
| Vrouwen | 1431 | 49,9% |
| Mannen  | 1438 | 50,1% |

## Dorpen
De gemeente bestaat uit drie dorpen (aldea), waarvan het grootste qua inwoneraantal: Quebrachal (code 080703).